# موریتس رولینگ
موریتس رولینگ (انگلیسی: Moritz Römling؛ زادهٔ ۳۰ آوریل ۲۰۰۱) بازیکن فوتبال اهل آلمان است.
از باشگاه‌هایی که در آن بازی کرده‌است می‌توان به باشگاه فوتبال بوخوم اشاره کرد.
وی همچنین در تیم ملی فوتبال جوانان آلمان بازی کرده‌است.